# Bahnhof Marxgrün

Der ehemalige Bahnhof Marxgrün liegt an der 1887 eröffneten Bahnstrecke Hof–Bad Steben. Er war bis 1898 Endpunkt dieser Strecke. Ab 1901 war der Bahnhof Abzweigstation für die Bahnstrecke durchs Höllental Richtung Gera und später auch Saalfeld. Mit dem Ende des Zweiten Weltkrieges verlor die Höllentalbahn ihre überregionale Bedeutung, Anfang der 1980er-Jahre wurde sie komplett eingestellt. Heute ist auf dem Gelände des ehemaligen Bahnhofs der Haltepunkt Marxgrün an der Regionalbahn von Hof nach Bad Steben eingerichtet. Der Ort Marxgrün ist 1978 in die Stadt Naila eingemeindet worden.

## Geschichte

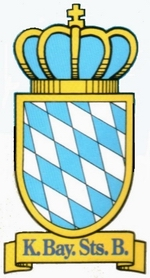
Wappen der bayerischen Staatsbahn

Am 1. Juni 1887 wurde die Lokalbahnstrecke der Königlich Bayerischen Staats-Eisenbahnen (K.Bay.Sts.B.) in den östlichen Frankenwald eröffnet. Die Eisenbahnlinie hatte ihren Ausgangspunkt im neuen Hofer Hauptbahnhof. Dort bestanden Anschlüsse Richtung München, Nürnberg, Würzburg, Berlin, Leipzig und Dresden. Über Selbitz und Naila erreichte die normalspurige Nebenbahn ihren Endbahnhof nahe der Ortschaft Marxgrün.
Die Strecke der K.Bay-Sts.B. von Hof nach Marxgrün wurde 1898 bis zum bayerischen Staatsbad Steben verlängert. Lokschuppen und weitere für Endbahnhöfe typische Bahnanlagen blieben jedoch in Marxgrün.

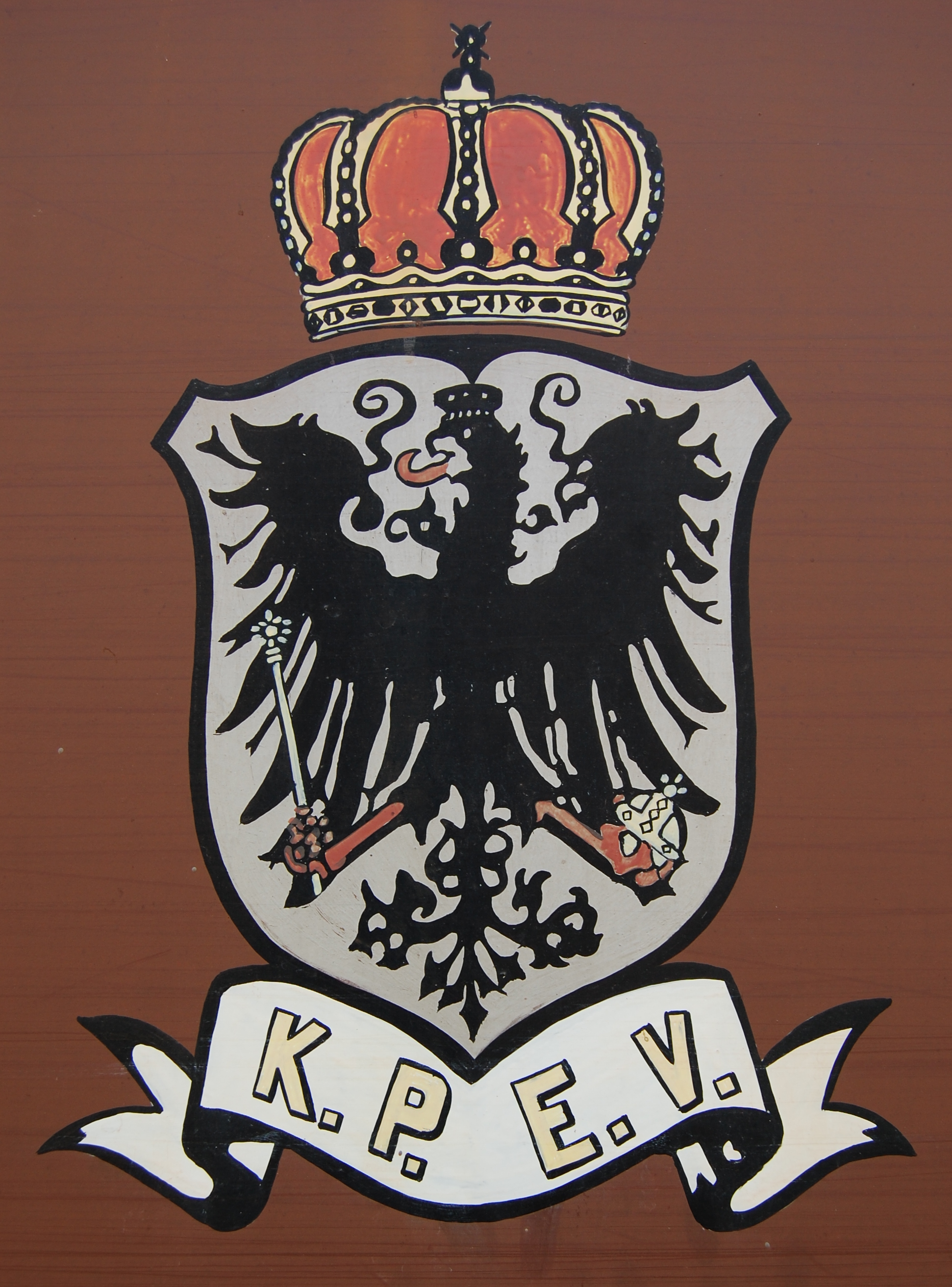
„inoffizielles“ Wappen der preußischen Staatsbahn

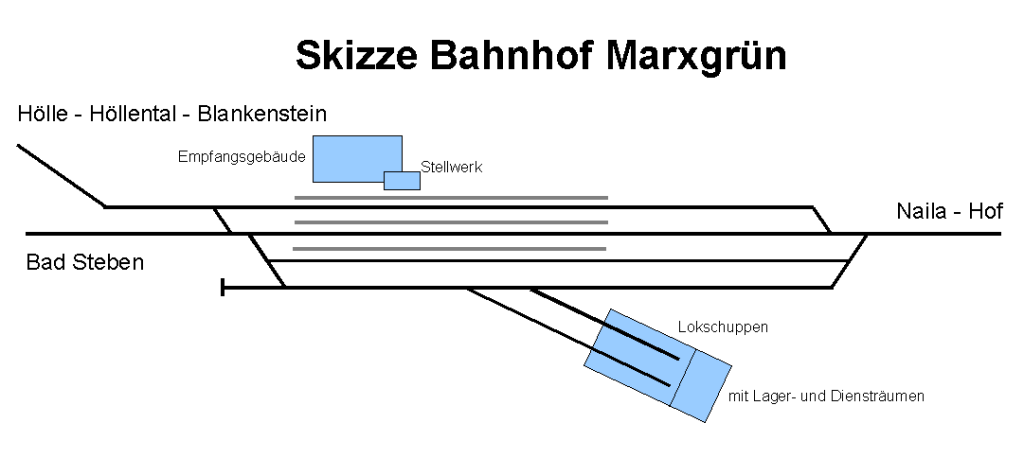
Gleisplan

Nach der Jahrhundertwende, im Jahr 1901, entstand eine Anbindung nach Thüringen. Durch das Höllental führte die neue Strecke nach Blankenstein und von dort aus weiter nach Triptis und Gera. Die Strecke wurde von den Preußischen Staatseisenbahnen gebaut und betrieben. Der Bahnhof Marxgrün wurde damit zum Übergabebahnhof zwischen der bayerischen und der preußischen Staatsbahn. Später erhielt diese Strecke einen Streckenast nach Saalfeld. Auf der Relation Hof–Marxgrün–Lobenstein–Saalfeld gab es nach der Gründung der Deutschen Reichsbahn auch durchgehende Reisezüge.

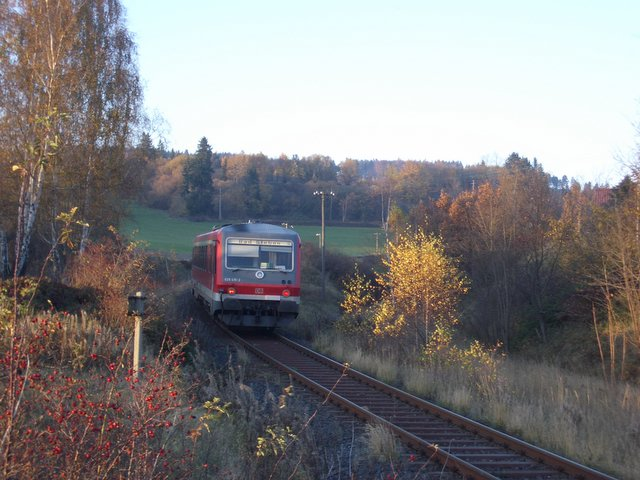
Triebzug der Baureihe 628 als Regionalbahn nach Bad Steben bei der Ausfahrt aus der Station Marxgrün; rechts ist die aufgelassene Trasse ins Höllental zu erkennen (2005)

Bei der K.Bay.Sts.B. gab es um 1920 Planungen für eine weitere Nebenbahn von Marxgrün nach Geroldsgrün. Die in Marxgrün vorhandenen Bahnanlagen mit Lokschuppen und Werkstatt hätten zur Bedienung dieser Strecke mit genutzt werden können. Die Strecke wurde jedoch nie gebaut.
Mit der Gründung der Deutschen Reichsbahn im Jahre 1924 verlor der Bahnhof Marxgrün seine Funktion als Übergabebahnhof zwischen bayerischer und preußischer Staatsbahn. Allerdings verlief die Grenze zwischen der Reichsbahndirektion (Rbd) Regensburg der bayerischen Gruppenverwaltung und der thüringischen Rbd Erfurt weiterhin direkt an der Marxgrüner Bahnhofseinfahrt.
Im Zweiten Weltkrieg wurden für wichtige Hauptstrecken Umleitungsstrecken festgelegt und entsprechend ausgebaut. Die Verbindung Hof–Naila–Marxgrün–Lobenstein–Triptis–Gera war Teil einer solchen Umleitungsstrecke zwischen Süd- und Mitteldeutschland. Im Zuge des Ausbaues der Umleitungsstrecke erhielt der Bahnhof Marxgrün ein mechanisches Stellwerk und Flügelsignale für Einfahr- und Ausfahrgleise.
Diesem Höhepunkt des Streckenausbaues folgte schnell der Tiefpunkt. Nach dem Krieg trennte die Demarkationslinie die deutschen Länder Bayern und Thüringen. Der Zugverkehr zwischen Marxgrün und Blankenstein wurde eingestellt. Es verblieb nur der Gütertransport zu den Bahnhöfen Hölle und Lichtenberg am Rand des Höllentals. Das Streckenstück Marxgrün–Landesgrenze wurde schließlich aus der Rbd Erfurt in die Rbd Regensburg umgegliedert und damit doch noch „bayerisch“.

## Gebäude

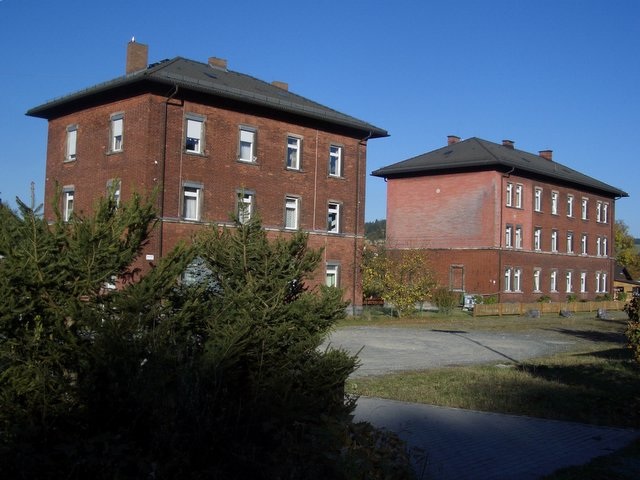
Eisenbahner-Wohnhäuser

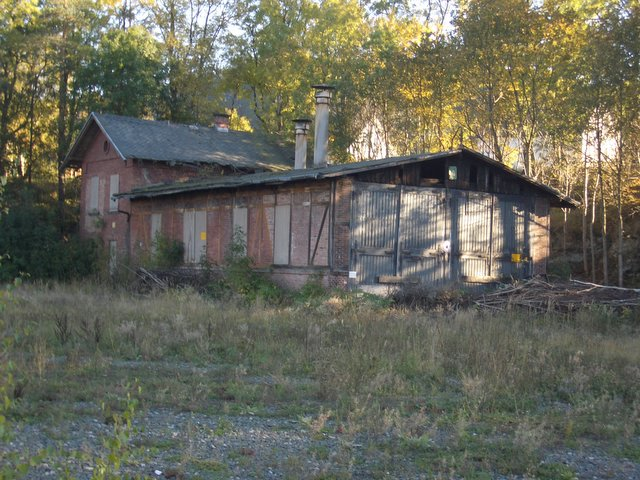
Lokschuppen mit Werkstatt

Auf dem Areal des Bahnhofs ist heute noch das Empfangsgebäude vorhanden. Es dient mittlerweile als Feriendomizil für Urlauber. An das Empfangsgebäude angegliedert ist ein Holzvorbau, in dem das Stellwerk des Bahnhofs untergebracht war. Im Zweiten Weltkrieg war die Verbindung Hof–Marxgrün–Triptis–Gera-Leipzig eine wichtige Umgehungsstrecke für die Hauptbahn Hof–Plauen–Leipzig und wurde deshalb mit Signalen und Stellwerken ausgerüstet.
Neben dem Empfangsgebäude Richtung Bad Steben und Höllental befand sich das Aborthäuschen.
Richtung Naila schloss sich der Güterschuppen an das Bahnhofsgebäude an. Er wurde abgerissen.
Hinter dem Empfangsgebäude Richtung Naila befinden sich zwei ehemalige Eisenbahner-Wohnhäuser. Sie werden heute als Mietshäuser genutzt.
Auf der dem Empfangsgebäude gegenüberliegenden Bahnhofsseite steht der zweiständige Lokschuppen des Bahnhofs mit angebauter Werkstatt. Der Lokschuppen war das Herzstück des Lokbahnhofs in Marxgrün. Das seit langem ungenutzte Gebäude verfällt zunehmend und steht zum Verkauf. Ende des 20. Jahrhunderts war im Lokschuppen die Dampflokomotive für die angedachte Museumsbahn durchs Höllental abgestellt. Mit Beginn des Verkaufsprozesses musste der Schuppen geräumt werden, die Dampflok wurde in den Lokschuppen des Bahnbetriebswerkes Adorf verbracht.

## Betrieb

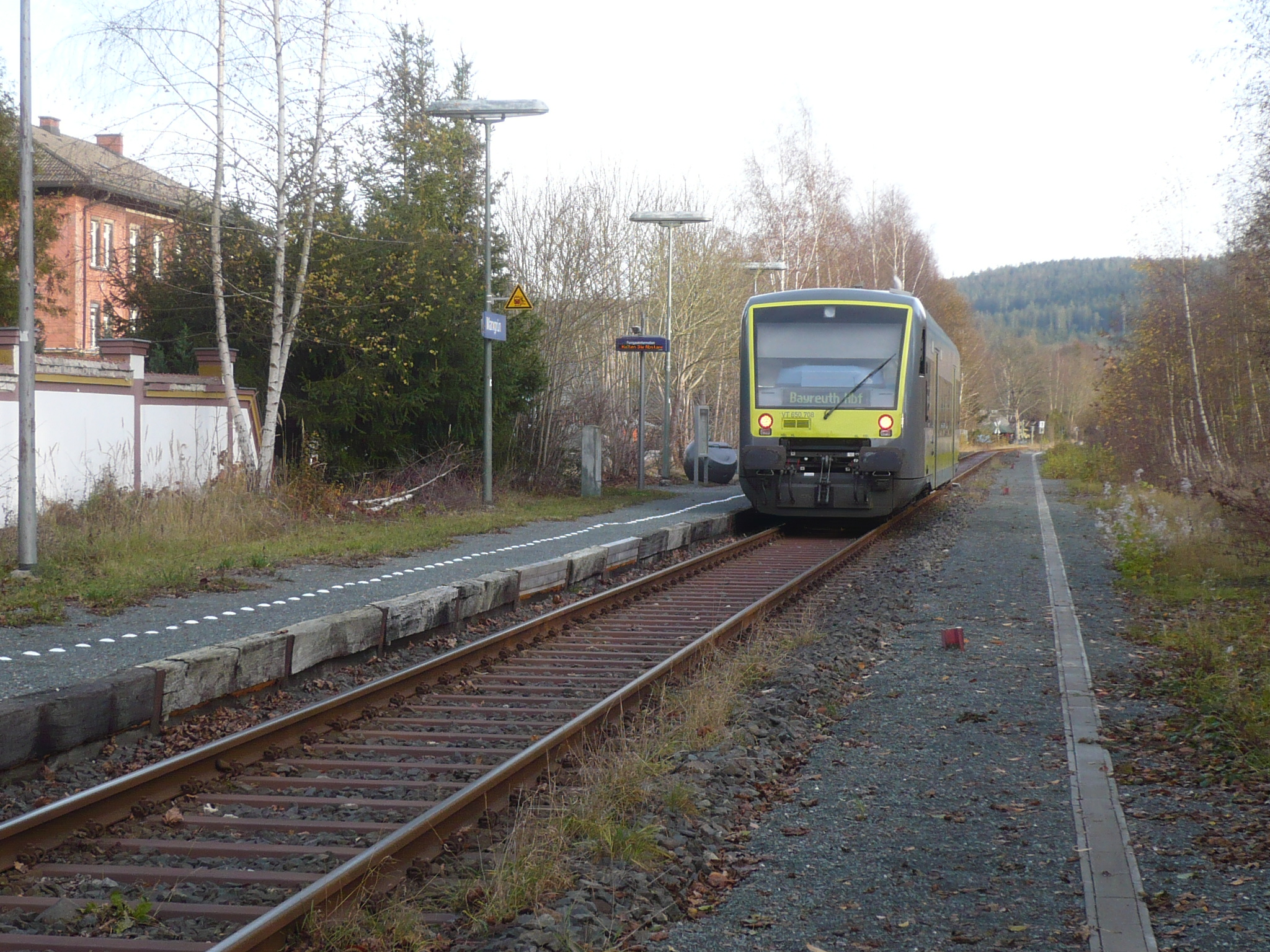
Triebwagen des Typs RS 1 der Agilis nach Bayreuth in Marxgrün

Betreiber des Bahnhofs als Eisenbahninfrastrukturunternehmen ist DB Netze. Die Durchführung des Zugverkehrs hat im Juni 2011 agilis von DB Regio übernommen. Der Auftrag der Bayerischen Eisenbahngesellschaft (BEG) gilt bis 2023.
| Zuggattung | Strecke                                                                 | Taktfrequenz |
| ---------- | ----------------------------------------------------------------------- | ------------ |
| ag         | Bayreuth – Marktredwitz – Hof – Selbitz – Naila – Marxgrün – Bad Steben | Stundentakt  |

## Besonderheiten

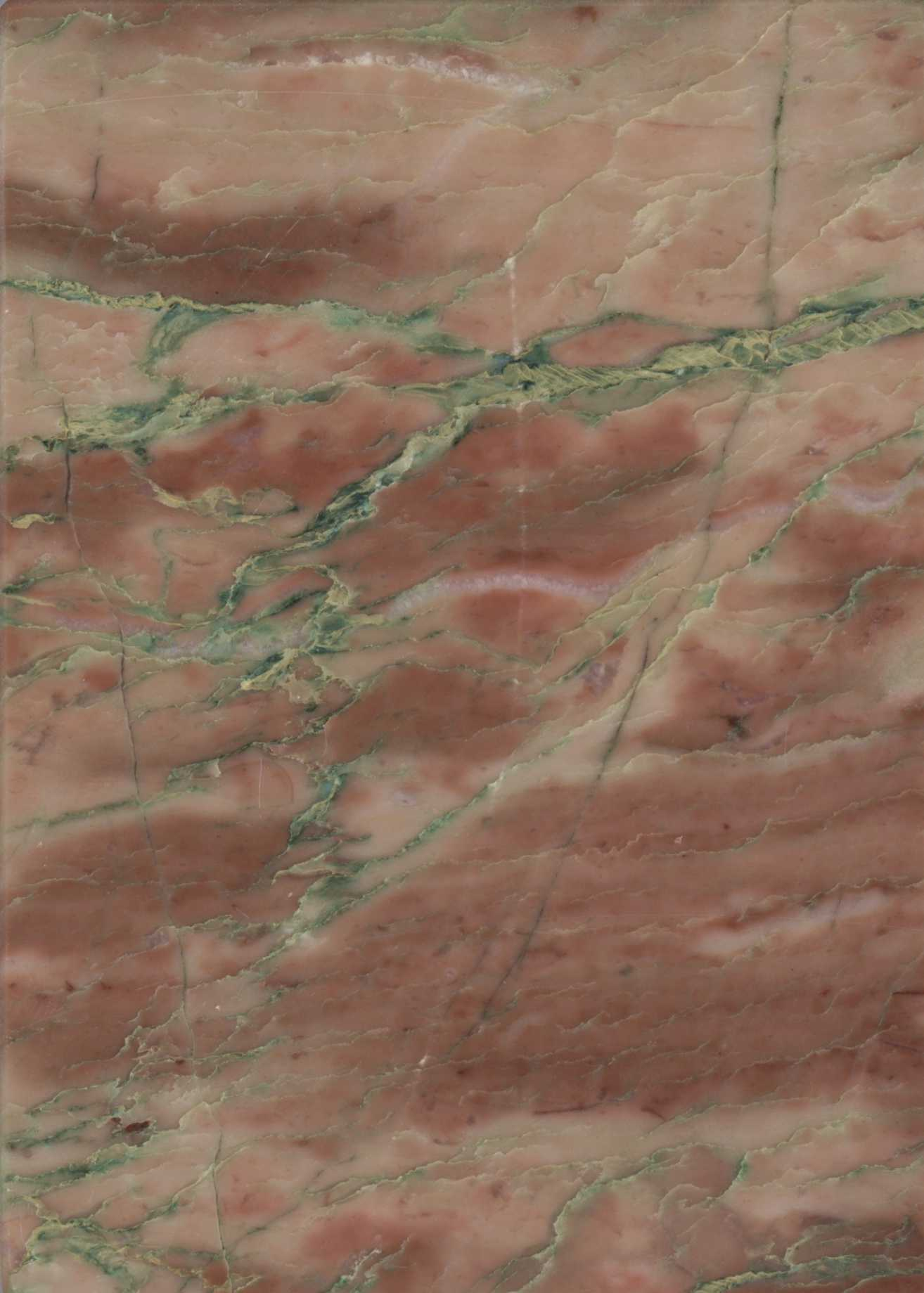
Horwagener Marmor

- Im Bahnhof Marxgrün wurde der Horwagener Marmor auf die Eisenbahn verladen. In einigen Veröffentlichungen wird deshalb der Marmor aus Horwagen auch als Marxgrüner Marmor geführt. Zum Verladen des Marmors war ein stationärer Kran am Bahnhof vorhanden.
- Marxgrün war der Eisenbahnanschluss für die CVJM Pfingsttagung in Bobengrün.
- Im Herbst 1976 war der Bahnhof Marxgrün Drehort der Außenaufnahmen für den Film Bolwieser von Regisseur Rainer Werner Fassbinder.[5] Im Film nach dem Roman von Oskar Maria Graf wird der Bahnhof Werburg genannt. Während der Dreharbeiten stand in Marxgrün die Dampflok 93.1332 der österreichischen Baureihe BBÖ 378 für Aufnahmen zur Verfügung.[6]